# Чорний Шак

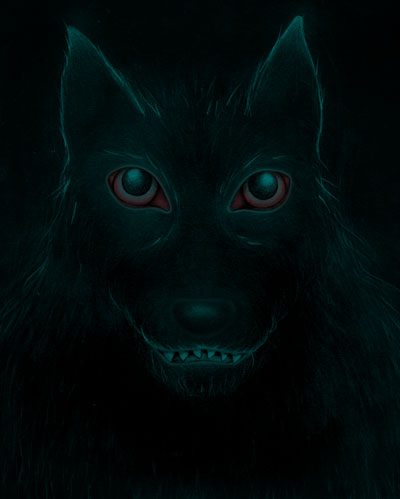
Чорний Шак

Чорний Шак, Старий Шак або просто Шак (англ. Black Shuck) — примарна чорна собака, яка, за легендами, бродить по узбережжю і сільській місцевості Східної Англії. Історії про цю тварину є частиною фольклору Норфолка, Суффолка, боліт Кембриджшира й Ессекса.
Кличка Шак може походити від давньоанглійського слова scucca, що означає «демон», або ж від діалектизму shucky — «кудлатий», «кошлатий».
Чорний Шак — один з багатьох примарних чорних собак, відомих на Британських островах. Вважається провісником смерті. Часом його відносять до криптидів. Фольклорист Волтер Рай у 1877 році писав, що Чорний Шак є «найцікавішим з наших місцевих явищ, позаяк всі повідомлення, без сумніву, оповідають про одну й ту ж тварину».